# Осока многолистная
Осо́ка многоли́стная (лат. Carex polyphylla) — многолетнее травянистое растение, вид рода Осока (Carex) семейства Осоковые (Cyperaceae).

## Ботаническое описание

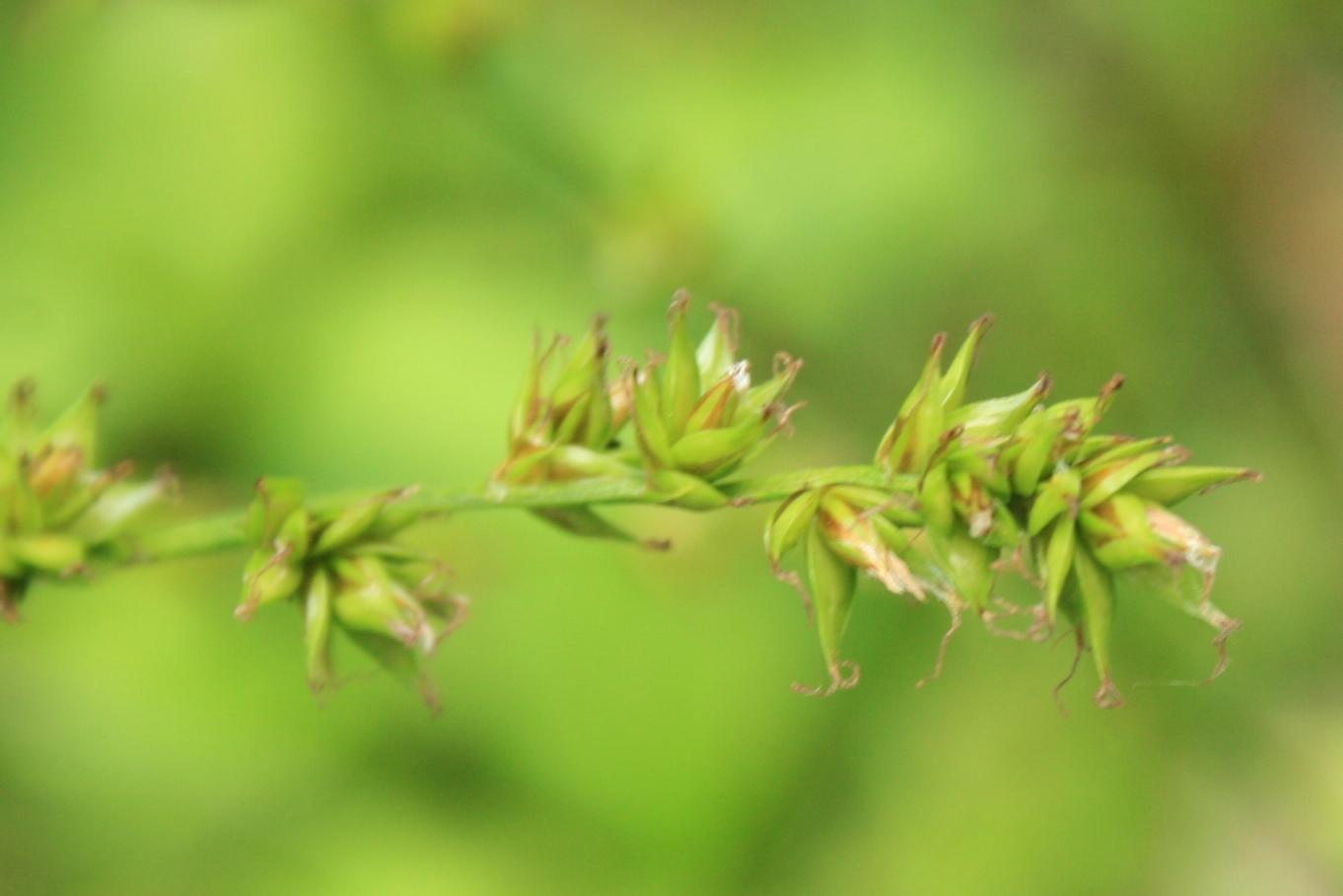
Плоды

Светло- или серовато-зелёное растение с кротким корневищем, образует дерновины.
Стебли тонкие, 30—100 см высотой, наверху остро-шероховатые, окружены при основании светлыми буровато-серыми влагалищами листьев.
Листовые пластинки 3—5 мм шириной, короче стебля.
Колоски андрогинные, в числе от четырёх-пяти до 10(12), немногоцветковые, шаровидные, (0,7)1,2—1,5 см длиной, раздвинутые, наверху скученные, в густом колосовидном соцветии 3—5(7) см длиной, внизу иногда с веточкой из нескольких колосков. Кроющие чешуи яйцевидные, тонко заострённые, коричневые, с зелёным килем, короче мешочков. Мешочки (4,5)5—5,5(7) мм длиной, 2,4—3 мм шириной, яйцевидные или продолговато-яйцевидные, плоско-выпуклые, перепончатые, с довольно широкими и несколько выгнутыми на плоскую сторону краями, в основании не губчатые, без жилок или с одиночными жилками, зелёные, с гладкой поверхностью, в зрелом состоянии звездчато растопыренные, с явственно выраженным остро-двузубчатым носиком. Кроющие листья чешуевидные (нижние иногда с удлинёнными щетиновидными верхушками) или узколинейные (редко).
Плод полностью заполняет мешочек. Плодоносит в мае — июне.
Вид описан из Средней Азии.

## Распространение
Атлантическая, Центральная и Южная Европа; Европейская часть России: Башкортостан, Липецкая область, Хопёрский заповедник, низовья Дона (юг); Украина: средняя часть бассейна Днепра, Донецкая область, Крым; Молдавия; Кавказ; Западная Сибирь: бассейн реки Томь, юго-восток бассейна Иртыша, Алтай; Восточная Сибирь: район Минусинска; Средняя Азия: Горный Туркменистан (Западный Копетдаг), окрестности Ташкента, Северный и Западный Тянь-Шань, Памиро-Алай (хребты Зеравшанский, Гиссарский, Вхшский, редко); Западная Азия: от Турции и Кипра до Афганистана; Центральная Азия: Восточный Тянь-Шань; Южная Азия: Пакистан и Индия (Северо-Западные Гималаи).
Растёт в лиственных разрежённых лесах, по опушкам, ущельям, тропам; в нижнем и среднем поясах гор и на возвышенностях.